# سعيد أباد (شبلي)
سعید أباد (بالفارسية: سعیدآباد) هي منطقة سكنية تقع في إيران في قسم شبلي الريفي. يقدر عدد سكانها بـ 3,199 نسمة .